# Markina-Xemein
Markina-Xemein város Spanyolországban,  Bizkaia tartományban. Markina-Xemein Etxebarria, Mallabia, Berriatua, Amoroto, Aulesti, Cenarruza-Puebla de Bolívar, Elgoibar, Eibar, Mendaro és Mutriku községekkel határos. Lakosainak száma 5078 fő (2024).

## Népesség
A település népessége az utóbbi években az alábbiak szerint változott:
| Lakosok száma | 4689 | 4752 | 4676 | 4947 | 4969 | 4982 | 4999 | 5006 | 5042 | 5078 |
|               | 2001 | 2004 | 2007 | 2009 | 2012 | 2014 | 2017 | 2019 | 2022 | 2024 |